# Sint-Barbarakapel (Obbicht)
De Sint-Barbarakapel is een kapel in Obbicht in de Nederlands Zuid-Limburgse gemeente Sittard-Geleen. De kapel staat aan de zuidzijde van Obbicht aan een kruising op de hoek van de straten Brugstraat en Hitsbergerweg, waar ook de straten Hitsberg en Koestraat op uitkomen. Op ongeveer 250 meter naar het noordwesten staat de Sint-Willibrorduskapel en op ruim 200 meter naar het noorden de Sint-Willibrorduskerk.
De kapel is gewijd aan de heilige Barbara van Nicomedië.

## Geschiedenis
In 1960 werd de kapel gebouwd naar het ontwerp van J. Spee uit Born.
Het oorspronkelijke beeld werd tijdens de wielerronde "'t Wonder van Obbicht" uit de kapel gestolen. Hierna stond er een tijd een beeld dat afkomstig was uit de Sint-Willibrorduskerk, werd ook gestolen, maar later weer teruggebracht en uiteindelijk keerde het beeld terug naar de kerk. In 1996 werd er een nieuw Barbarabeeldje in de kapel geplaatst dat in dat jaar door de pastoor werd ingezegend.

## Bouwwerk
De bakstenen kapel is opgetrokken op een cirkelvormig plattegrond en wordt gedekt door een koperen kegeldak dat wordt bekroond door een Lotharings dubbelkruis. De ronde vorm zou verwijzen naar de toren waarin de vader van de heilige Barbara haar gevangen hield. Aan de linker- en rechterkant van de kapel is een stukje muur aan de kapel gevestigd alsof het zou gaan om een stuk stadsmuur. In de linkergevel en de rechtergevel is elk een smal rechthoekig venster aangebracht. Met uitspringend metselwerk is op verschillende plekken hoog in de gevel een kruis aangebracht en de daklijst is ook uitkragend. Aan de voorzijde bevindt zich de rondboogvormige toegang die wordt afgesloten met een smeedijzeren hek.
Van binnen is de kapel uitgevoerd in rode bakstenen en wordt overdekt door een gepleisterd gewelf. In een wand is een gedenksteen ingemetseld met de tekst A.D. 1960. Tegen de achterwand is een massief altaar gemetseld van gele bakstenen met aan de voorzijde met uitspringend metselwerk van rode bakstenen is een Grieks kruis gevormd. Op het altaar is een sokkel gemetseld van gele bakstenen en hierop is het polychrome beeld van de heilige Barbara geplaatst. Het beeld toont de gekroonde heilige Barbara met aan haar voeten een toren, terwijl ze haar linkerhand voor de borst houdt en met haar rechterhand een palmtak vasthoudt.